# De Nationale IQ Test (België)
De Nationale IQ Test is een van oorsprong Nederlands televisieprogrammaformat dat in België een eigen versie heeft. Het programma wordt uitgezonden op VTM (Vlaanderen) en RTL-TVI (Wallonië) en wordt gepresenteerd door Birgit Van Mol en Rob Vanoudenhoven. Het programma werd uitgezonden in 2007.
Het televisieprogramma bestaat uit twee delen, de vragen en de antwoorden. De vragen worden gesteld over vijf onderwerpen: geheugen, logisch denken, taal, rekenen en ruimtelijk inzicht. Bij de antwoorden worden alle vragen bekeken die tijdens de show zijn gesteld en kan je via een scoreoverzicht de IQ bekijken.

## Scores

### Scores naar denkniveau
| IQ-score  | Denkniveau                       |
| --------- | -------------------------------- |
| < 34      | Diepe verstandelijke beperkingen |
| 35 - 49   | Matige verstandelijke beperking  |
| 50 - 69   | Lichte verstandelijke beperking  |
| 70 - 79   | Zwakbegaafd                      |
| 80 - 89   | Beneden gemiddeld                |
| 90 - 110  | Gemiddeld                        |
| 111 - 120 | Boven gemiddeld                  |
| 121 - 130 | Begaafd                          |
| > 130     | Hoogbegaafd                      |

* Dit zijn alleen de scores voor België, voor de Nederlandse scores zie hier.

### Scores naar groepen
Sinds de start in 2007 hebben ook groepen mee gedaan aan de IQ test, hier onder de scores.
1. Dokters met 119 (2007)
2. Piloten met 112 (2007)
3. BV's met 110 (2007)
4. Big Brother-deelnemers (BB6) met 109 (2007)
5. Modellen met 107 (2007)
6. Tweelingen met 106 (2007)
7. Marktkramers met 102 (2007)

### Scores naarBekende Vlaming
Sinds de start in 2007 hebben verschillende BV's mee gedaan, hieronder staan daarvan de scores.
1. Dany Verstraeten met 126 (2007)
2. Martin Heylen met 126 (2007)
3. Erwin Vervecken met 120 (2007)
4. Karen Damen met 118 (2007)
5. Jeff Hoeyberghs met 110 (2007)
6. Patricia Ceysens met 107 (2007)
7. Walter Grootaers met 107 (2007)
8. Jacky Lafon met 74 (2007)
9. Tom Waes met 127 (2012)